# Festival Internacional de Cine de Venecia de 1952
La 13ª Mostra de Venecia se celebró del 20 de agosto al 12 de septiembre de 1952.

## Jurado
Internacional
- Mario Gromo (Presidente)[2]
- Filippo Sacchi
- Enrico Falqui
- Giuseppe Ungaretti
- Pericle Fazzini
- Enzo Masetti
- Sandro De Feo
- Carlo Trabucco
- Luigi Rognoni

Mostra del Film per Ragazzi
- Pia Colini Lombardi (Presidente)
- Umberto Onorato
- Mario Verdone
- Agostino Ghilardi
- Maria Pia Dal Canton

Giuria della Mostra del Film Documentario
- Giuseppe Alberti (Presidente)
- Gaetano Carancini
- Emilio Lavagnino
- Libero Innamorati
- Fernanda Wittgens
- Pasquale Ojetti
- Agostino Zanon Dal Bo
- Ermanno Mingazzini
- Riccardo Galeazzi Lisi

## Películas

### Sección oficial
Las películas siguientes se presentaron en la sección oficial:
| Título en español                  | Título original                   | Director(es)                        | País        |
| ---------------------------------- | --------------------------------- | ----------------------------------- | ----------- |
| The Brave Don't Cry                | The Brave Don't Cry               | Philip Leacock                      | Reino Unido |
| Le Roi et l'oiseau                 | Le Roi et l'oiseau                | Paul Grimault                       | Francia     |
| Juegos prohibidos                  | Jeux interdits                    | René Clément                        | Francia     |
| El hombre tranquilo                | The Quiet Man                     | John Ford                           | EE. UU.     |
| Carrie                             | Carrie                            | William Wyler                       | EE. UU.     |
| La muerte de un viajante           | Death of a Salesman               | László Benedek                      | EE. UU.     |
| Vida de Oharu, mujer galante       | Saikaku Ichidai Onna              | Kenji Mizoguchi                     | Japón       |
| Llama un desconocido               | Phone Call from a Stranger        | Jean Negulesco                      | EE. UU.     |
| Mandy                              | Mandy                             | Alexander Mackendrick               | Reino Unido |
| Europa '51                         | Europa '51                        | Roberto Rossellini                  | Italia      |
| La importancia de llamarse Ernesto | The Importance of Being Earnest   | Anthony Asquith                     | Reino Unido |
| Genghis Khan                       | Genghis Khan                      | Manuel Conde                        | Filipinas   |
| Deshonra                           | Deshonra                          | Daniel Tinayre                      | Argentina   |
| Las aguas bajan turbias            | Las aguas bajan turbias           | Hugo del Carril                     | Argentina   |
| Areião                             | Areião                            | Camillo Mastrocinque                | Brasil      |
| La p... respectueuse               | La p... respectueuse              | Charles Braibant, Marcello Pagliero | Francia     |
| El mensaje de Fátima               | The Miracle of Our Lady of Fatima | John Brahm                          | EE. UU.     |
| Ivanhoe                            | Ivanhoe                           | Richard Thorpe                      | EE. UU.     |
| Mujeres soñadas                    | Les belles de nuit                | René Clair                          | Francia     |
| Les conquérants solitaires         | Les conquérants solitaires        | Claude Vermorel                     | Francia     |
| Aandhiyan                          | Aandhiyan                         | Chetan Anand                        | India       |
| El rebozo de Soledad               | El rebozo de Soledad              | Roberto Gavaldón                    | México      |
| Andrine og Kjell                   | Andrine og Kjell                  | Kåre Bergstrøm                      | Noruega     |
| El Judas                           | El Judas                          | Ignacio F. Iquino                   | España      |
| The Border of Sin                  | Sündige Grenze                    | Robert A. Stemmle                   | RFA         |

## Premios[4]
- León de Oro:
  - Juegos prohibidos de René Clément
- Premio Especial del Jurado:
  - Mandy de Alexander Mackendrick
- Copa Volpi al mejor actor: Fredric March por La muerte de un viajante
- Premio Osella
  - Mejor guion original -  Nunnally Johnson por Llama un desconocido
  - Mejor película original - La p... respectueuse de Charles Braibant, Marcello Pagliero
  - Mejor diseño de producción - Carmen Dillon por La importancia de llamarse Ernesto
- Premio Internacional  
  - Europa '51 de Roberto Rossellini
  - El hombre tranquilo de John Ford
  - Vida de Oharu, mujer galante de Kenji Mizoguchi
- Premio FIPRESCI  
  - Mujeres soñadas de René Clair
- Premio OCIC 
  - El hombre tranquilo de John Ford
- Premio Pasinetti 
  - El hombre tranquilo de John Ford